# 1-я перегоночная Краснознамённая авиационная дивизия ГВФ
1-я перегоночная Краснознаменная авиационная дивизия ГВФ ― авиадивизия в составе Гражданского воздушного флота в годы Великой Отечественной войны. Дивизия занималась перегонкой авиатехники, поставляемой США в СССР по ленд-лизу, по воздушной трассе Аляска-Сибирь (Алсиб).

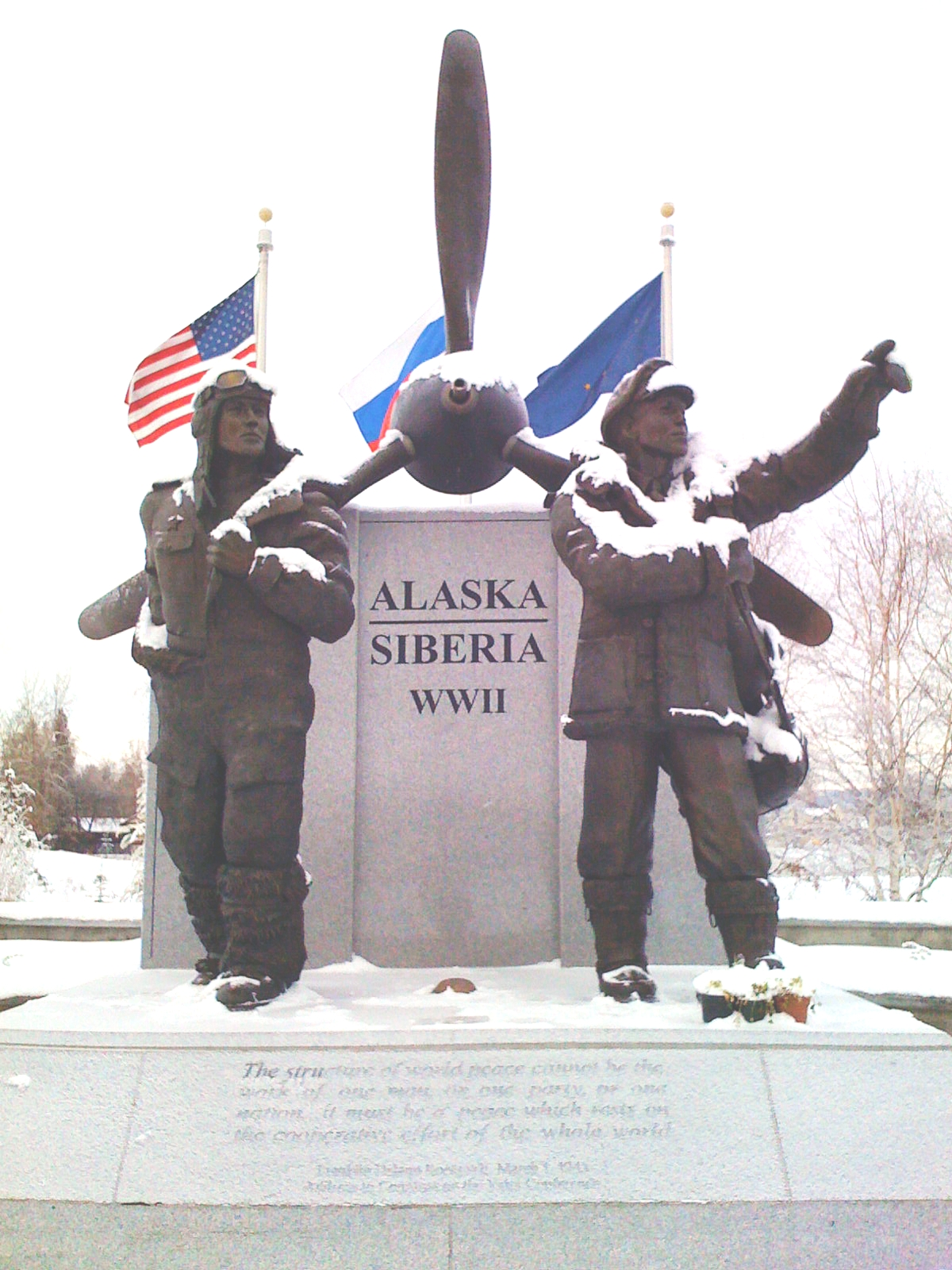
Памятный монумент в Фэрбанксе (Аляска)

## История

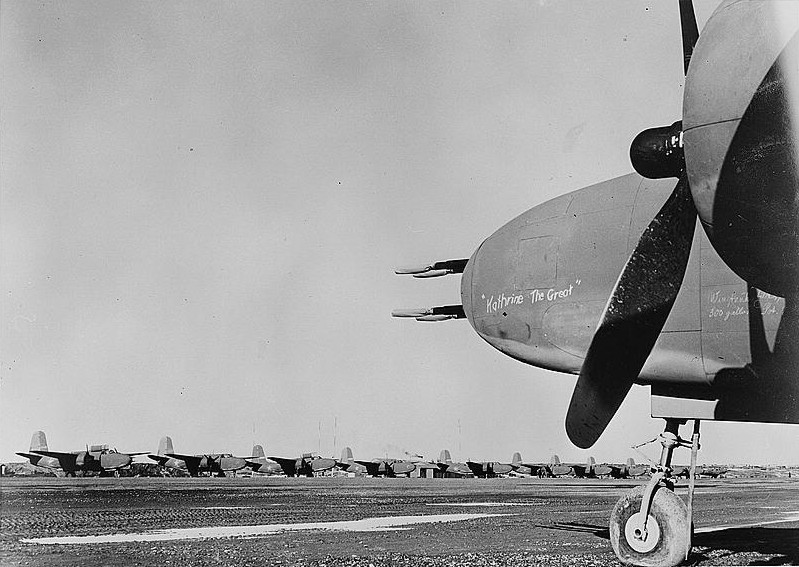
А-20 на аэродроме Ном. На носу самолёта надпись «Екатерина Великая»

Формирование дивизии началось в начале августа 1942 года в городе Иваново по постановлению ГКО и директиве замнаркома обороны. Здесь лётчиков знакомили с американскими самолётами и проводили тренировочные полёты. Командиром дивизии и начальником трассы был назначен полковник Илья Павлович Мазурук — полярный лётчик, Герой Советского Союза.
Штаб дивизии был размещен в Якутске..
Воздушная трасса Алсиб, на которой действовала дивизия, была разбита на пять участков:
1 этап) Фербенкс — Уэлькаль — 1493 км. На Аляске летчики дивизии пролетали над дремучими лесами долины реки Юкон до города Нома на побережье. Далее полет шел через Берингов пролив и над пустынной тундрой Восточной Чукотки;
2 этап) Уэлькаль — Сеймчан — 1450 км — самолёты летели над Центральной Чукоткой и Колымским хребтом;
3 этап) Сеймчан — Якутск — 1167 км считался самым тяжелым, пилотам приходилось вести самолёты через полюс холода над обширной высокогорной территорией с Верхоянским и Черским хребтами, на больших высотах, в кислородных масках;
4 этап) Якутск — Киренск — 1330 км полет над глухой тайгой;
5 этап) Киренск — Красноярск — 960 км полет проходил над сплошной тайгой, частично вблизи реки Лены.
Место, где советские лётчики принимали эстафету по перегонке самолётов от американских коллег, находилось в городе Фэрбанкс. Здесь советскими специалистами производилась приёмка самолётов, и далее их перегоняли уже лётчики из СССР. Фэрбанкс, находящийся в центре Аляски, был выбран в качестве места передачи самолётов из-за его лучшей защищённости по сравнению с Номом в случае нападения японцев, которые летом 1942 оккупировали часть Территории Аляска. 4 сентября 1942 года в Фэрнбанкс прибыла советская миссия, 24 сентября личный состав 1-го перегоночного авиаполка, а 29 сентября 1942 года первая партия самолётов вылетела в СССР. Это были 12 бомбардировщиков А-20 (лидировал группу командир 1-го перегоночного авиационного полка подполковник Павел Недосекин), первые истребители — П-40 были отправлены 11 октября и прибыли в Красноярск в начале ноября. На Алсибе бомбардировщики и транспортные самолёты перегонялись по одному, или группами по два-три самолёта, истребители летали группами, которые вели лидеры-бомбардировщики. Из Красноярска бомбардировщики перегонялись на фронт своим ходом, а истребители — в разобранном виде по железной дороге.
10 января 1943 года 1-й перегоночный авиаполк, работавший на участке от Фэрбанкса до Уэлькаля, был переведён в подчинение военной приёмке ВВС на Аляске.
Указом Президиума Верховного Совета СССР от 5 ноября 1944 года дивизия была награждена орденом Красного Знамени.
30 января 1945 года дивизии по постановлению Президиума Верховного Совета СССР «за образцовое выполнение правительственного задания по перегонке боевых самолётов из США на фронты Великой Отечественной войны» было вручено Красное знамя.
После завершения войны в Европе пилоты дивизии с 26 июня 1945 года начали перегонку боевых и транспортных самолётов для Забайкальского, двух Дальневосточных фронтов и ВВС Тихоокеанского флота, которые начали подготовку к войне с милитаристской Японией.
После завершения Второй мировой войны 2 сентября 1945 года поставки авиатехники из США прекратились, в связи с чем дивизия 30 октября 1945 года была передана из ГВФ в состав ВВС. После чего была расформирована.

## Состав дивизии
- 1 пап	― место базирования — Фербенкс (Аляска, США)
- 2 пап	― место базирования -Уэлькаль
- 3 пап	― место базирования -Сеймчан
- 4 пап	― место базирования -Якутск
- 5 пап	― место базирования -Киренск
- 7 пап	― место базирования -Якутск
- 8 трап	― место базирования -Якутск
- таэ Си-47

## Командиры дивизии
- Полковник Мазурук, Илья Павлович (с июля 1942 по 5 июня 1944 года)
- Полковник, с 1945 г. генерал-майор авиации	Мельников, Александр Григорьевич (с 5 июня 1944 по октябрь 1945 года)

## Потери
За все время существования дивизии произошло 279 лётных происшествий, из них: 39 катастроф, 49 аварий, 131 поломка и 60 вынужденных посадок. Погибло 114 человек. Крупнейшей стала произошедшая 17 ноября 1942 года в Красноярском аэропорту катастрофа Ли-2 5-го перегоночного полка, в которой погибли 30 (по другим данным — 20) человек.